# Katharina Herberg
Katharina Herberg (* 27. Mai 1935 in Oberstdorf) ist eine deutsche Schauspielerin und Hörspielsprecherin.

## Leben
Katharina Herberg wurde in Oberstdorf im Allgäu geboren. Künstlerisch von Hause aus nicht vorbelastet, arbeitete sie nach dem Schulbesuch in einem Büro. Über eine Tätigkeit im Modefach, in einem Kopierwerk und als Cutterassistentin bei einer Filmgesellschaft, kam sie ihrem Traum Schauspielerin zu werden, immer näher. Obwohl sie von mehreren Prominenten als völlig unbegabt bezeichnet wurde, gab sie nicht auf und bewarb sich bei Hilde Körber an der Max-Reinhardt-Schule für Schauspiel in West-Berlin, wo sie sofort angenommen wurde. Hier hatte sie das Glück noch bei Lucie Höflich Unterricht zu haben und legte am 1. Dezember 1956 ihre Abschlussprüfung als Schauspielerin ab. Gleich ihre erste Rolle an der Gastspielbühne Berlin, die Titelfigur in Das Tagebuch der Anne Frank, war eine Hauptrolle, mit der sie ab Januar 1957 in Ost-Berlin und der gesamten DDR große Erfolge feierte. Es folgte ein Elevinnenjahr am Landestheater Hannover.
Ihr Wunsch, auch beim Film zu arbeiten, erfüllte sich ab dem Jahr 1960. Anfang der 1970er Jahre wirkte Katharina Herberg, wie auch andere namhafte Schauspieler, in mehreren Erotikfilmen mit.

## Filmografie
- 1960: Das schwarze Schaf
- 1961: Vertauschtes Leben
- 1971: Siegfried und das sagenhafte Liebesleben der Nibelungen
- 1972: Die Klosterschülerinnen
- 1973: Hausfrauen-Report international
- 1974: Angst essen Seele auf
- 1974: Jodeln is ka Sünd
- 1974: Wachtmeister Rahn
- 1977: Es muß nicht immer Kaviar sein (Fernsehserie, 1 Episode)

## Theater
- 1957: Frances Goodrich/Albert Hackett: Das Tagebuch der Anne Frank (Anne Frank) – Regie: John Hanau (Gastspielbühne Berlin)

## Hörspiel
- 1970: Rainer Puchert: Ein rostiger Nagel (Mädchen) – Regie: Peter Michel Ladiges / Johannes Hertel (Kriminalhörspiel/Kurzhörspiel – SWR)